# Cantó de Villefranche-sur-Saône
El cantó de Villefranche-sur-Saône (en francès canton de Villefranche-sur-Saône) és una divisió administrativa francesa del departament del Roine, situat al districte de Villefranche-sur-Saône. Compta amb una comuna, Villefranche-sur-Saône.

## Municipi
- Villefranche-sur-Saône

## Consellers generals i departamentals
| Data d'elecció                           | Identitat            | Partit                        | Qualitat |
| ---------------------------------------- | -------------------- | ----------------------------- | -------- |
| 1945-1951                                | Jean Schiff          | radical                       |          |
| 1951-1976                                | Charles Germain      | CNIP, després CD, després UDF |          |
| 1976-1982                                | André Poutissou      | PS                            |          |
| 1982-1994                                | Francisque Perrut    | UDF-PR                        |          |
| 1994-2015                                | Jean-Jacques Pignard | UDF, després centrista        |          |
| les dades anteriors no són pas conegudes |                      |                               |          |

| Data d'elecció | Identitat         | Partit | Qualitat |
| -------------- | ----------------- | ------ | -------- |
| 2015-          | Béatrice Berthoux | LR     |          |
| 2015-          | Thomas Ravier     | UDI    |          |